# Oozetetes testaceicornis
Oozetetes testaceicornis är en stekelart som först beskrevs av Cameron 1884.  Oozetetes testaceicornis ingår i släktet Oozetetes och familjen hoppglanssteklar. Inga underarter finns listade i Catalogue of Life.